# Massimo Cosmelli
Massimo Cosmelli (Rosignano Marittimo, 6 agosto 1943) è un ex cestista italiano.

## Carriera
Ha giocato in Serie A con la Libertas Livorno, la Virtus Bologna, la Pallacanestro Milano 1958, la Snaidero Udine e la Mens Sana Siena e ha segnato un totale di 3981 punti.
Nel 2016 viene eletto nella Italia Basket Hall of Fame.